# تشارلي وير (لاعب كرة قدم)
تشارلي وير (بالإنجليزية: Charlie Ware)‏ (9 مارس 1931 بيورك في المملكة المتحدة - ) هو لاعب كرة قدم بريطاني في مركز الهجوم. لعب مع نادي يورك سيتي ونادي سكاربورو.